# Арна, Аруна Александровна
Аруна Александровна Арна (алт. Арна Аруна Александр кысы) — алтайский общественный деятель, правозащитник, журналист, руководитель общественной организации «Совет жителей Республики Алтай». Получила наибольшую известность, когда возглавила протесты в республике в июне 2025 года.

## Биография
Родилась в 1986 году в Горно-Алтайске, столице республики. В 2008 году окончила Томский политехнический университет, а в 2012 году Горно-Алтайский государственный университет.

## Общественная деятельность
В 2019 году создала Совет жителей Республики Алтай и вовлеклась в защиту алтайской земли.
В 2023 году российские силовики провели 9-часовой обыск в её доме, несмотря на беременность и возможную угрозу выкидыша. В июне 2024 года она была оштрафована на 180 тысяч за пост о фальсификациях выборов президента России, а в декабре на неё возбудили административное дело о якобы распространении недостоверной информации.
В июне 2025 года возглавила протесты, происходившие в республике против ликвидации сельсоветов и изменений в республиканскую конституцию.
Аруна выступает против объединения Республики Алтай с Алтайским краем, а себя называет народным кандидатом в главы республики.